# Зухр
Зухр, полуденная молитва, обеденный намаз (араб. صلاة الظهر‎ [sˤalaːt aðˤðˤuhr], «полуденная молитва») — полуденная четырёхракаатная молитва мусульман, входит в число пяти обязательных ежедневных молитв.

## Время совершения

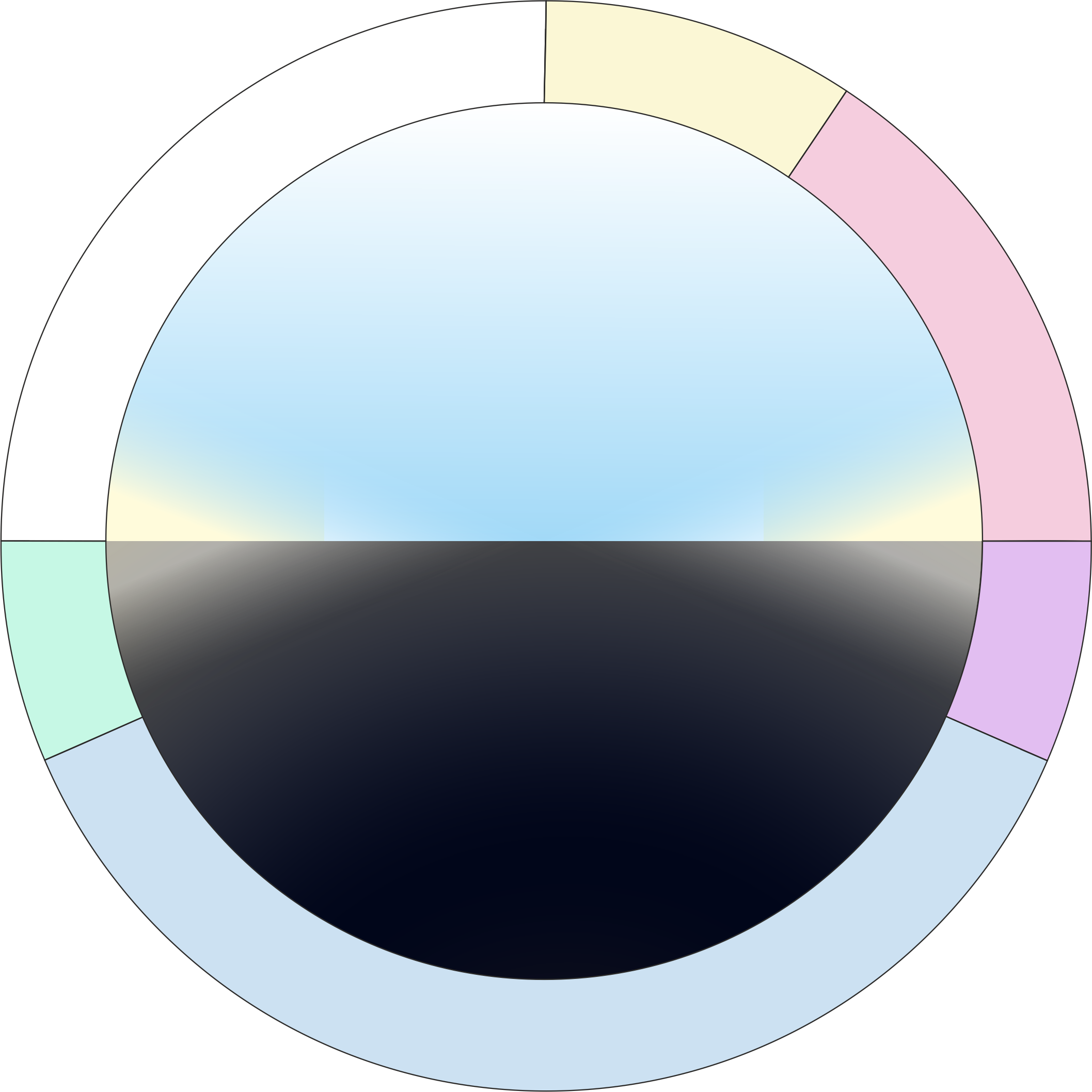
Иша
Фаджр
Зухр
Аср
Магриб

Молитва зухр совершается в промежутке времени от момента, как солнце отклоняется от зенита до момента, когда тень от предмета становится равной самому предмету. В пятницу вместо зухра совершается обязательная двухракаатная коллективная молитва (джума-намаз).

## Дополнительные намазы
До и после молитвы зухр мусульмане совершают по две двухракаатные молитвы. Основанием для этого служат хадисы пророка Мухаммада, в которых говорится, что тот «кто молится четыре (ракаата) до зухра и четыре после, того не коснется Огонь».